# Strub (Bischofswiesen)
Strub ist ein Gemeindeteil bzw. eine Gnotschaft der Gemeinde Bischofswiesen im oberbayerischen Landkreis Berchtesgadener Land.

## Geschichte
Vermutlich bereits ab Ende des 14. Jahrhunderts war Strub der 3. Gnotschaftsbezirk der „Urgnotschaft“ Bischofswiesen im Berchtesgadener Land, das ab 1380 das Kernland der Reichsprälatur Berchtesgaden und der später eigenständigen, reichsunmittelbaren Fürstpropstei Berchtesgaden (1559–1803) bildete. Nach drei kurz hintereinander folgenden Herrschaftswechseln wurde 1810 das Berchtesgadener Land mit seinen Gnotschaften dem Königreich Bayern angegliedert und aus Bischofswiesen ab 1812 eine Gemeinde. Da Größe und Gliederung der Gemeinde Bischofswiesen in den 1970ern von der Gebietsreform in Bayern ausgenommen blieben, ist Strub noch heute ein Ortsteil bzw. eine Gnotschaft der Gemeinde Bischofswiesen.
1958 wurde nach Auflösung der 1944 errichteten und zuletzt von Heimatvertriebenen bewohnten Barackenlager im benachbarten Ortsteil Winkl mit 48 neu erbauten Wohnungseinheiten der Grundstein für die Siedlung am Böcklweiher in Strub gelegt.

## Naturschönheiten
Der für die Siedlung Böcklweiher namensgebende Böcklweiher wurde nicht zuletzt wegen seiner besonderen Spiegelung des Watzmanns als „einer der schönsten Weiher Deutschlands“ bezeichnet. Umgeben ist der Weiher von einem Hochmoor (Böcklmoos) „mit einzigem Latschenbestand im Talbereich“ und „sehenswerter Fauna und Flora“.

## Einrichtungen
- Jägerkaserne für das Gebirgsjägerbataillon 232 der Bundeswehr
- Evangelisch-Lutherisches Altenheim Insula mit Insula-Kirche
- Jugendherberge Berchtesgaden in Strub